# 거칠마루
"거칠마루"(Geochilmaru)는 대한민국의 액션영화이다. 실제 무술인들이 출연하여 있는 그대로의 액션을 보여주었다.

## 캐스팅
- 권민기 - 모히칸 역
- 김진명 - 마시마로 역
- 성홍일 - 천장지구 역
- 오미정 - 철사장 역
- 유양래 - 무사시 66 역
- 유지훈 - 살인미소 역
- 장태식 - 청바지 역
- 최진용 - 비트박스 역
- 선주연
- 맹봉학
- 유준원
- 양영조
- 홍성춘
- 김C - 나레이터